# Sawai Madhopur
Sawai Madhopur – miasto w Indiach, w stanie Radżastan. W 2011 roku liczyło 121 106 mieszkańców.